# عصبون شوكي متوسط

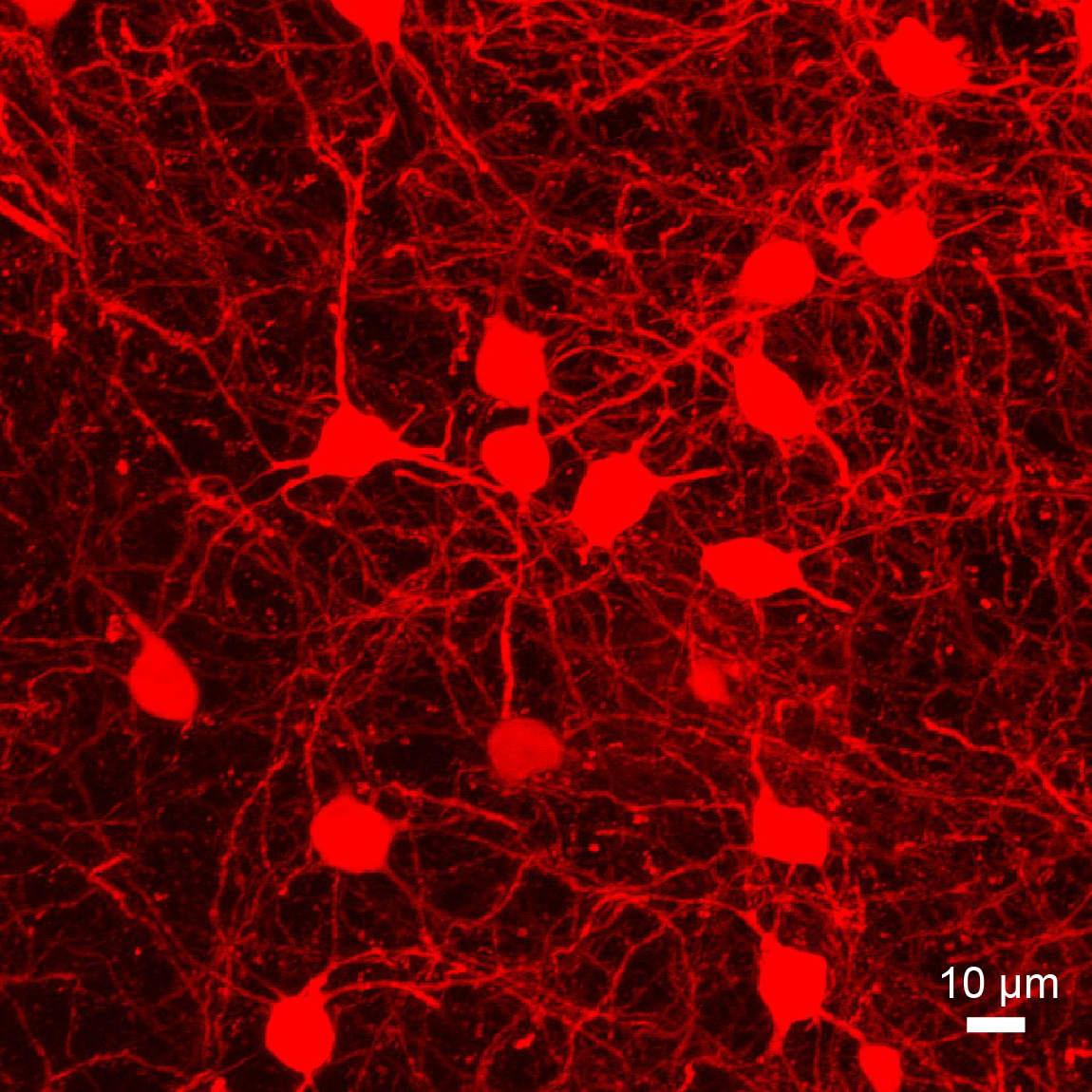
المجهر البؤري إسقاط Z للخلايا العصبية الشوكية المتوسطة في المخطط الفأري.

العصبونات الشوكية المتوسطة (إم إس إن إس)، تُعرف أيضًا باسم عصبونات الإسقاط الشوكي (إس بّي إن إس)، هي نوع خاص من الخلايا التثبيطية المتعلقة بالناقل غاما التي تمثل 95% من عصبونات الجسم المخطط، بنية من العقد القاعدية، في الدماغ البشري. تمتلك العصبونات الشوكية المتوسطة نمطين ظاهريين (نوعين مميزين من السمات): «إم إس إن إس» من النوع «دي 1» للسبيل المباشر و«إم إس إن إس» من النوع «دي 2» للسبيل غير المباشر. تحتوي معظم العصبونات الشوكية المتوسطة المخططية على مستقبلات الدوبامين من النوع «دي 1» أو النوع «دي 2»، لكن تظهر مجموعة فرعية من «إم إس إن إس» كلا النمطين الظاهريين على حد سواء.
تعمل العصبونات الشوكية المتوسطة للسبيل المباشر على تحفيز البنية النهائية لمخرجات العقد القاعدية (مثل المهاد) إلى جانب تعزيز السلوكيات المرتبطة بها؛ تستطيع هذه العصبونات التعبير عن مستقبلات الدوبامين من النوع «دي 1»، ومستقبلات الأدينوزين «إيه 1»، وببتيدات الدينورفين وببتيدات المادة «بّي». تعمل العصبونات الشوكية المتوسطة للسبيل غير المباشر بدورها على تثبيط بنية المخرجات، بالتالي تثبيط السلوكيات المرتبطة بها؛ تمتلك هذه العصبونات القدرة على التعبير عن مستقبلات الدوبامين من النوع «دي 2»، ومستقبلات الأدينوزين «إيه 2 إيه»، ورباعيات القسيمات المتغايرة «دي آر دي 2 – إيه 2 إيه» والإنكيفالين. يتشارك النوعان في قدرتهما على التعبير عن مستقبلات الغلوتامات («إن إم دي إيه آر» و«أيه إم بّي إيه آر»)، والمستقبلات الكولينية («إم 1» و«إم 4») ومستقبلات «سي بي 1» في المنطقة الجسمية التغصنية لكل منهما. تمتلك مجموعة فرعية من العصبونات الشوكية المتوسطة كلا النمطين الظاهريين «دي 1» و«دي2» على حد سواء، ويمكن لما يقارب 40% من العصبونات الشوكية المتوسطة المخططية المنتمية لهذه المجموعة التعبير عن كلا نوعي الرنا المرسال «دي آر دي 1» و«دي آر دي 2». في النواة المتكئة (إن إيه سي سي)، تقع العصبونات الشوكية المتوسطة المختلطة، التي تحتوي كلا نوعي المستقبلات «دي 1» و«دي 2»، بشكل رئيسي في قشرة النواة المتكئة.
تلعب العصبونات الشوكية المتوسطة المخططية الظهرية دورًا أساسيًا في بدء حركات الجسم، والأطراف والعينين فضلًا عن التحكم بها. في المقابل، يبرز دور العصبونات الشوكية المتوسطة المخططية البطنية في التحفيز، والمكافأة، والتعزيز والتبغيض. يمتلك النوعان الفرعيان من العصبونات الشوكية المتوسطة المخططية الظهرية والبطنية (أي النوع «دي 1» المباشر والنوع «دي 2» غير المباشر) نمطين ظاهريين متطابقين، لكنهما يختلفان بتوصيلات المخرجات.

## المظهر والموقع
تنتمي العصبونات الشوكية المتوسطة إلى فئة العصبونات متوسطة الحجم (بقطر ~15 ميكرون، ~12–13 لدى الفئران)، وتتميز بتغصناتها الشجرية الكبيرة ذات الامتدادات الواسعة (بقطر ~500 ميكرون). تتجه إسقاطات العصبونات الشوكية المتوسطة المخططية للسبيل المباشر (دي إم إس إن إس) إلى الكرة الشاحبة الداخلية (جي بّي آي) والجزء الشبكي من المادة السوداء (إس إن بّي آر) مباشرةً، بينما تصل إسقاطات العصبونات الشوكية المتوسطة المخططية للسبيل غير المباشر (آي إم إس إن إس) إلى هاتين البنيتين في النهاية عبر اتصال وسيط مع الكرة الشاحبة الخارجية (جي بّي إي) والشاحبة البطنية (في بّي). ترسل الكرة الشاحبة الخارجية والشاحبة البطنية الإسقاطات المتعلقة بالناقل غابا إلى النواة تحت المهاد، التي ترسل بدورها إسقاطات الغلوتامات إلى الكرة الشاحبة الداخلية والجزء الشبكي من المادة السوداء. يعمل كل من الكرة الشاحبة الداخلية والجزء الشبكي من المادة السوداء على إرسال الإسقاطات التثبيطية إلى النوى داخل المهاد.

## الوظيفة
تُعد «إم إس إن إس» إحدى أنواع العصبونات التثبيطية المتعلقة بالناقل غاما، لكن تختلف العصبونات الشوكية المتوسطة المباشرة (دي إم إس إن إس) عن العصبونات الشوكية المتوسطة غير المباشرة (آي إم إس إن إس) في تأثيرها على البنى النهائية للمخرجات: تظهر «دي إم إس إن إس» تأثيرًا تحفيزيًا على بنى مخرجات العقد القاعدية (مثل المهاد)، بينما تعمل «آي إم إس إن إس» على تثبيطها. تشمل العقد القاعدية العديد من الدارات المعقدة للحلقات العصبية التي تحتوي على العصبونات الشوكية المتوسطة.
يظهر كل من المدخلات القشرية، والمدخلات المهادية ومدخلات جذع الدماغ، الواصلة إلى العصبونات الشوكية المتوسطة تشعبات واسعة، إذ يتصل كل محوار وارد مع العديد من العصبونات الشوكية ويتلقى كل عصبون شوكي بدوره كمية كبيرة من المدخلات القادمة من المحاور الواردة المختلفة. نظرًا إلى تكونها من الغلوتامات، تمتلك هذه المدخلات تأثيرًا تحفيزيًا للعصبونات الشوكية المتوسطة التثبيطية.
يضم الجسم المخطط أيضًا العديد من العصبونات البينية المسؤولة عن تنظيم استثارية العصبونات الشوكية المتوسطة. تقع الاتصالات المشبكية بين العصبون البيني المتعلق بالناقل غاما، والعصبون البيني سريع الحسكات المعبر عن البارفالبومين والعصبونات الشوكية، بالقرب من جسم العصبونات الشوكية أو السوما. تجدر الإشارة إلى أن الجهود الاستثارية بعد المشبكية، الناتجة عن مدخلات الغلوتامات في تغصنات العصبونات الشوكية، غير قادرة على إحداث جهد الفعل دون وجود موجة إزالة استقطاب قوية بما فيه الكفاية عند دخولها إلى جسم الخلية. نظرًا إلى تمركز تأثير العصبونات البينية سريعة الحسكات بالقرب من البوابة الحرجة الواقعة بين التغصنات وجسم الخلية، يمكن لهذه العصبونات تنظيم توليد جهود الفعل بسهولة. بالإضافة إلى ذلك، تشكل أنواع أخرى من العصبونات البينية المتعلقة بالناقل غابا اتصالات مع العصبونات الشوكية. يشمل هذا العصبونات البينية المعبرة عن هيدروكسيلاز التيروسين والببتيد العصبي «واي».

## العصبونات الشوكية المتوسطة المخططية الظهرية

### السبيل المباشر

#### تشريحيًا
يتلقى السبيل المباشر داخل العقد القاعدية المدخلات الاستثارية من القشرة المخية، والمهاد ومناطق الدماغ الأخرى. تتجه إسقاطات العصبونات الشوكية المتوسطة في السبيل المباشر إلى القسم الداخلي للكرة الشاحبة (جي بّي آي) والجزء الشبكي من المادة السوداء («إس إن بّي آر» أو «إس إن آر»). تتجه إسقاطات هذه النوى إلى الطبقة العميقة من الأكيمة العلوية، إذ تتحكم بحركات العين السريعة (الرمش)، وتتجه أيضًا إلى المهاد البطني، الذي يرسل بدوره إسقاطات إلى العصبونات الحركية العليا في القشرة الحركية الأولية (التلفيف أمام المركزي). تمثل مخرجات «إس إن آر» و«جي بّي آي» نوى تثبيطية نشطة موترة، ما من شأنه تثبيط المهاد (بالتالي القشرة المخية الحركية) بشكل مستمر. مع ذلك، يؤدي النشاط العابر سريع الزوال في العصبونات الشوكية المتوسطة للمسار المباشر (التثبيطي) إلى زوال تثبيط إسقاطات المهاد إلى القشرة المخية الحركية ما يسمح بحدوث الحركة.